# Тарасова, Марина Александровна
Мари́на Алекса́ндровна (Георгиевна) Тара́сова (род. 1960) — российская виолончелистка, заслуженная артистка России.

## Биография
Родилась в 1960 году. Училась в Зеленоградской музыкальной школе, затем в средней специальной школе имени Гнесиных. Окончила Московскую государственную консерваторию им. П. И. Чайковского.
Победитель международных конкурсов в Праге, Флоренции, Париже, лауреат конкурса им. П. И Чайковского в Москве.
В 1995 году Марине Тарасовой присвоено почётное звание «Заслуженный артист Российской Федерации».
С 2005 года является Президентом и солисткой-виолончелисткой Благотворительного фонда «Международный салон классической музыки Марины Тарасовой и Александра Полежаева „Звёзды России и стран Европы“», а также директором экологической организации «Санта». Занимается организацией и проведением концертов в России и других странах.
Широкий репертуар Марины Тарасовой охватывает произведения композиторов с 17 по 20 век. Она работала со многими известными музыкантами, такими как Михаил Плетнев, Марисс Янсонс, Геннадий Рождественский, Курт Мазур, Эдвард Грач, Юрий Башмет. Будучи солисткой Московской государственной филармонии, она выступала во многих странах. Её компакт-диски и виниловые пластинки были изданы лейблами Alto, Olympia, Northern Flowers, Musical Concepts, Regis, Русский диск, «Мелодия».
Дискография Марины Тарасовой доступна по ссылке: https://marina-tarasova.ru/albums